# William Moore (ciclista)
William Moore (2 aprile 1947) è un ex pistard britannico.

## Palmarès
- Giochi olimpici

Monaco di Baviera 1972: bronzo nell'inseguimento a squadre.